# Global Location Number
Il Global Location Number (GLN) è parte dei sistemi standard GS1 . Si tratta di uno strumento semplice utilizzato per identificare una posizione e in grado di identificare le posizioni in modo univoco dove richiesto. Questo identificatore è conforme alla norma ISO / IEC 6523 .
La chiave di identificazione GS1 viene utilizzata per identificare posizioni fisiche o entità legali. La chiave comprende un prefisso aziendale GS1, un riferimento alla posizione e una cifra di controllo .
La posizione identificata con GLN potrebbe essere un luogo fisico come un magazzino o una persona giuridica come un'azienda o un cliente o una funzione che ha luogo all'interno di un'entità legale. Può anche essere usato per identificare qualcosa di specifico come un determinato scaffale in un negozio. Essere in grado di identificare posizioni con un numero univoco è una chiave per molti processi aziendali. Il GLN viene utilizzato nella messaggistica elettronica tra clienti e fornitori, dove la consulenza sulla posizione è importante. GLN viene anche utilizzato all'interno delle aziende per identificare posizioni specifiche sia elettronicamente in un database e fisicamente dove il GLN può essere prodotto in un codice a barre o un tag E1 GS1.

## Struttura GLN
GLN è un numero di 13 cifre strutturato come segue:
| Global Location Number Structure             | Global Location Number Structure       | Global Location Number Structure |
| -------------------------------------------- | -------------------------------------- | -------------------------------- |
| Prefisso aziendale GS1 (lunghezza variabile) | Riferimento di posizione               | Cifra di controllo               |
| N1 N2 N3 N4 N5 N6 N7 N8 N9 N10 N11 N12       | N1 N2 N3 N4 N5 N6 N7 N8 N9 N10 N11 N12 | N13                              |

## SGLN
Si tratta della forma EPC (Electronic Product Code) del GLN utilizzata per assegnare un identificativo univoco ad una particolare locazione fisica, ad esempio un magazzino o un edificio all'interno di un sito.
È composto da "Company Prefix" + "Location Reference" + "GLN Extension" (a differenza del GLN che come ultima parte ha una cifra di controllo).
Se la GLN Extension è un singolo 0 indica che è semplicemente il GLN senza estensione.